# アルバロ・ロドリゲス・ロス
アルバリート（Alvarito）ことアルバロ・ロドリゲス・ロス（Álvaro Rodríguez Ros、1936年1月16日 - 2018年6月16日）は、スペイン・ウチョ出身の元サッカー選手。現役時代のポジションはDF。

## 略歴
1954-55シーズン、カウダル・デポルティーボでプロデビューを果たし、レアル・オビエドを経て1956年にアトレティコ・マドリードへと移籍した。アトレティコ在籍中の1960年7月15日、チリ代表との国際親善試合にてスペイン代表デビューも経験している。アトレティコ退団以降はアイルランドや北米のクラブを転々とし、1979年からはスペインに帰国して指導者として活動した。
2018年6月16日、アンダルシア州のウエルカル＝オベラにて死去。享年82歳。

## タイトル

### クラブ
アトレティコ・マドリード
- コパ・デル・レイ : 2回 (1959-60, 1960-61)
- UEFAカップウィナーズカップ : 1回 (1961-62)